# Empty Spaces
Empty Spaces è una canzone dei Pink Floyd contenuta nell'album The Wall, pubblicato nel 1979.
Nel film Pink Floyd The Wall non fu inserita, ma fu sostituita con la canzone What Shall We Do Now? che ha lo stesso tema musicale ma diverse parole e durata.

## Composizione
La canzone dura 2 minuti e 8 secondi. Presenta una lunga introduzione che dopo circa 48 secondi cambia tono, aumentando gradualmente di intensità. Dopo altri 26 secondi si sentono delle parole incomprensibili pronunciate da Roger Waters. La canzone termina in modo brusco, introducendo la canzone Young Lust. Per questa ragione spesso le canzoni vengono trasmesse insieme alla radio e spesso sono impropriamente chiamate solo Empty Spaces o solo Young Lust.
In lontananza si può sentire un suono di sintetizzatore che richiama il suono di una batteria.

## Messaggio nascosto
La parte con le parole incomprensibili in realtà costituisce un messaggio nascosto, comprensibile solo riproducendo il brano al contrario. Questa parte è isolata sul canale sinistro del brano e il testo del messaggio è:
- Hello, Looker... Congratulations. You have just discovered the secret message. Please send your answer to Old Pink, care of the Funny Farm, Chalfont...
- Roger! Carolyne's on the phone!
- Okay.
In italiano:
- Ciao, osservatore... Congratulazioni. Hai appena scoperto il messaggio segreto. Per piacere, invia la tua risposta al Vecchio Pink, presso la Funny Farm, Chalfont...
- Roger! Carolyne al telefono!
- Okay.
Molto probabilmente il messaggio è un riferimento al chitarrista fondatore della band Syd Barrett. Roger Waters si congratula con chi è stato in grado di notare il messaggio, dicendogli di inviare la sua risposta al "Vecchio Pink" (Barrett), che vive nella "Funny Farm" (termine che indica un ospedale psichiatrico). Prima di poter dire dove si trova esattamente il posto, però, viene interrotto da James Guthrie che lo chiama perché la moglie (Carolyne) lo sta cercando  al telefono.

## Trama
Come le altre canzoni dell'album The Wall, Empty Spaces narra una porzione della storia di Pink, il protagonista dell'album.
Pink, ormai adulto, si è sposato, ma ha problemi con la moglie causati dal muro, ormai quasi completo, che lo separa dalla società. Pink, quindi, pensa come possa completare il muro.

## Adattamenti e altre versioni
Sia nel film che nel concerto dal vivo Is There Anybody Out There? The Wall Live 1980-81 fu usata una versione adattata del brano, chiamata What Shall We Do Now?

## Cover
- Una cover del brano fu registrata dai Mushroomhead per la Universal Records.

## Esecutori
- David Gilmour[2] - chitarre, sintetizzatori Prophet-5 e ARP Quadra.
- Roger Waters[2] - voce, basso, VCS3.
- Richard Wright[2] - piano.
- James Guthrie[2] - sintetizzatore ARP Quadra.